# Lycée International de Saint-Germain-en-Laye

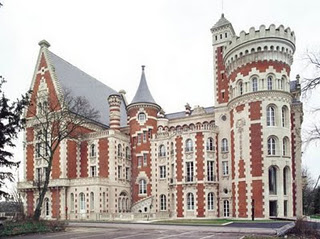
Château d'Hennemont, waar zich het school-amfitheater bevindt en waar conferenties worden gehouden

Het Lycée International de Saint-Germain-en-Laye (soms ook LI genoemd) is een school voor middelbaar onderwijs in Saint-Germain-en-Laye.
De school wordt algemeen beschouwd als een van de meest prestigieuze en bekende lycea in Frankrijk. Met zijn 14 afdelingen (Brits, Amerikaans, Chinees, Nederlands, Zweeds, Noors, Deens, Spaans, Portugees, Italiaans, Pools, Russisch, Japans en Duits) is het de internationale school in Europa met de meeste buitenlandse afdelingen.
Het Lycée International de Saint-Germain-en-Laye is met name daarom bekend omdat de succespercentage bij een baccalauréat in de afgelopen jaren op 100% lag, wat slechts voor heel weinig Franse lycea het geval was. Daarbij stond het Lycée International in 2006, 2007, 2008, 2009, 2010 en 2011 in de Franse nationale ranking van de openbare lycea op nummer 1 en totaal (wanneer men ook de private lycea meetelt) op nummer 3.

## Geschiedenis
De school is van oudsher opgericht als NAVO-school, bedoeld als school voor de kinderen van de NAVO-officieren die in het destijds nabijgelegen Europese hoofdkwartier te Rocquencourt werkzaam waren. Mondjesmaat werden er echter ook kinderen toegelaten van expats werkzaam in de omgeving van Parijs.
Dit veranderde toen Charles de Gaulle in maart 1966 besloot dat Frankrijk uit de NAVO zou stappen. De school werd toen een Franse school, maar de verschillende afdelingen kregen een andere status. Sommigen zijn openbare scholen van het land van herkomst, andere zijn private scholen.

## Nederlandse Afdeling
De Nederlandse afdeling bestaat al sinds de oprichting van de school, destijds als NAVO-school. Op de Nederlandse afdeling zitten Nederlanders alsook Vlamingen. Nederland en België zijn dus als het ware founding fathers van de school.
Voor zowel de Nederlandse als de Vlaamse leerlingen was het een openbare school die deels bekostigd werd door subsidie vanuit de Nederlandse overheid via de Stichting Nederlands Onderwijs in het Buitenland. Dat alleen de Nederlandse overheid aan de afdeling bijdroeg stamt uit een afspraak tussen Nederland en België dat Nederland dit zou doen voor het Lycée International in ruil voor de kosten van de Nederlandse kinderen die net over de grens in België naar school gaan en waarvan de Belgische overheid de kosten draagt.
In 2015 besloot PvdA-minister van Onderwijs, Cultuur en Wetenschap, Jet Bussemaker, de subsidie voor de Nederlandse Afdeling van het Lycée International geheel stop te zetten. Sindsdien is de afdeling geen openbare school meer, maar handhaaft het zich zeer succesvol als private school met gemiddeld 170 leerlingen van niveau kleuterschool tot VWO.

## Afbeeldingen

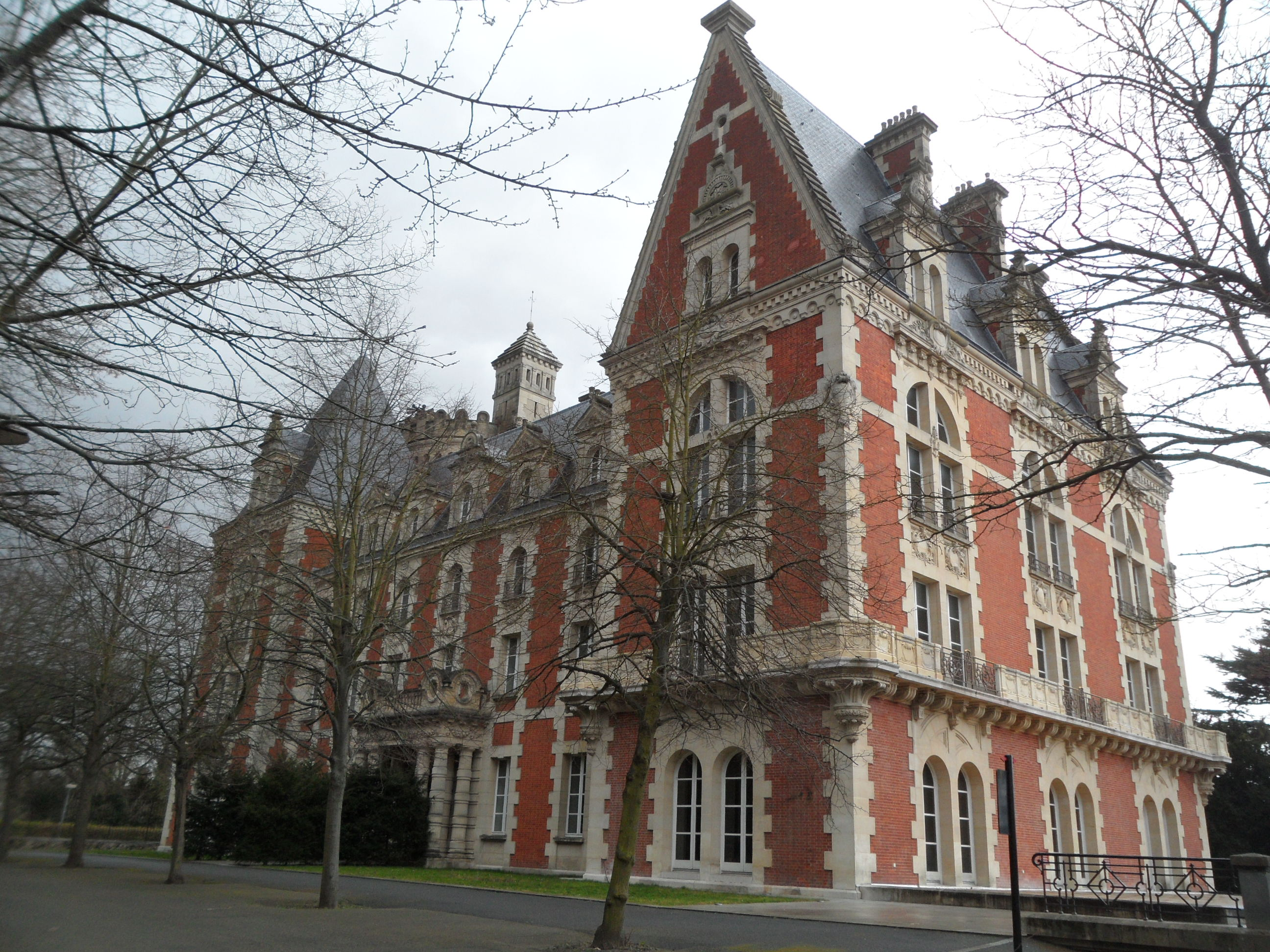
Château d'Hennemont
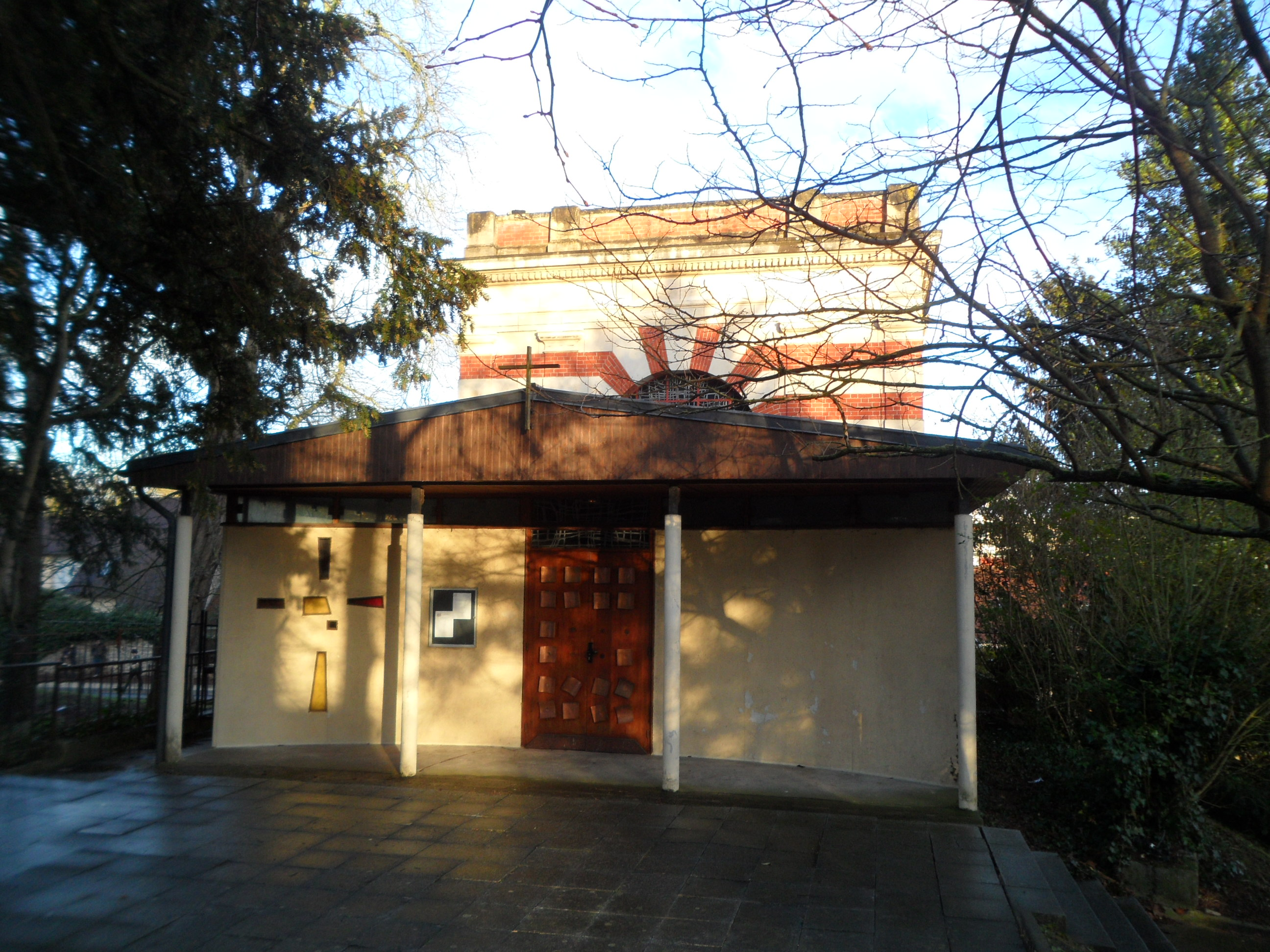
Schoolkapel
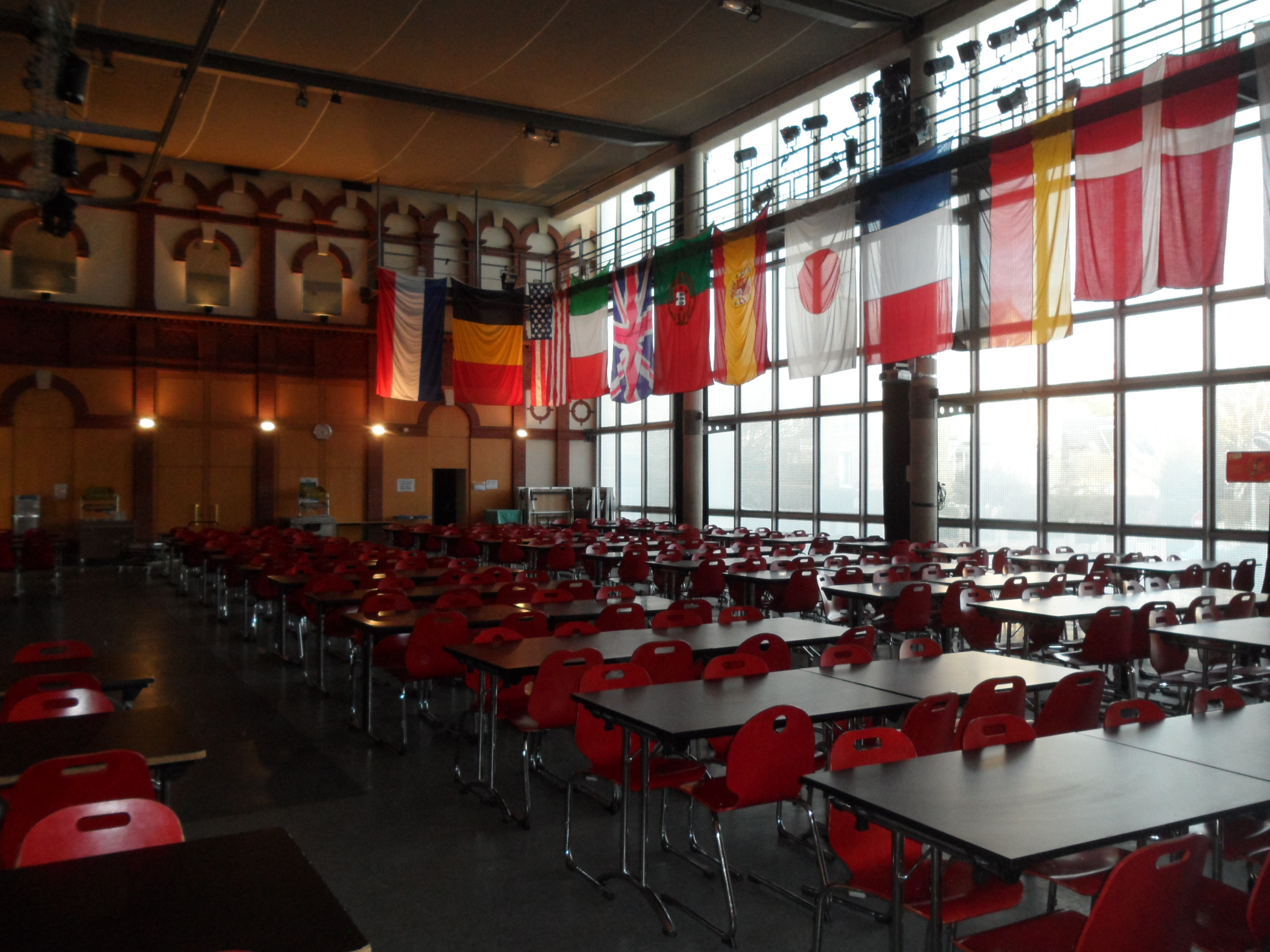
Kantine
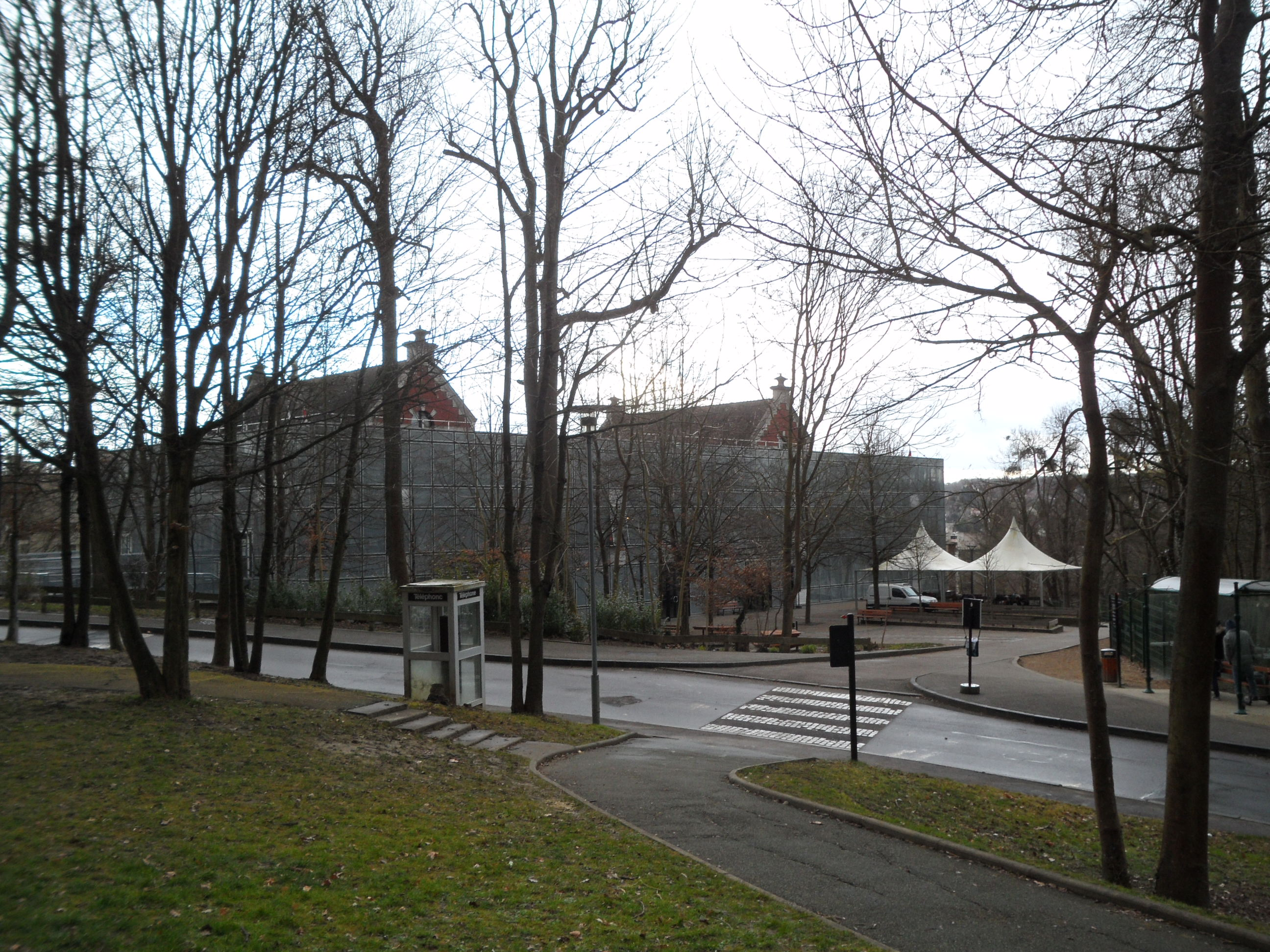
De "Agora"

## Referentie
- Dit artikel of een eerdere versie ervan is een (gedeeltelijke) vertaling van het artikel Lycée International de Saint-Germain-en-Laye op de Duitstalige Wikipedia, dat onder de licentie Creative Commons Naamsvermelding/Gelijk delen valt. Zie de bewerkingsgeschiedenis aldaar.